# Rijnbrug Neuenkamp
De Rijnbrug Neuenkamp is een tuibrug voor het wegverkeer over de Rijn bij de Duitse stad Duisburg. De brug is onderdeel van Bundesautobahn 40.
De brug werd geopend in 1971 en is 777 meter lang.